# Apathya yassujica
Apathya yassujica (ясуджська ящірка) — вид ящірок родини ящіркових (Lacertidae). Ендемік Ірану.

## Поширення і екологія
Ясуджські ящірки відомі з типової місцевості, розташованої в горах Загросу, за 30 км на південний захід від Ясуджа. Вони живуть у дубових рідколіссях, серед валунів і скель.